# 克里斯蒂安·埃伯哈德 (東菲士蘭)
克里斯蒂安·埃伯哈德（德語：Christian Eberhard，1665年10月1日—1708年6月30日），東菲士蘭親王，1665年至1708年在位。

## 家庭
1685年，克里斯蒂安·埃伯哈德與埃伯哈爾汀·索菲結婚，兩人共有1子4女：
1. 克里斯蒂娜·索菲亞（1688年—1750年）
2. 瑪麗·夏洛特（1689年—1761年）
3. 格奧爾格·阿爾布雷希特（1690年—1734年）
4. 弗蕾德里克（1695年—1750年）
5. 朱麗安娜·路易絲（英语：Juliana Luise von Ostfriesland）（1698年—1740年）